# Haplohippus
A Haplohippus az emlősök (Mammalia) osztályának a páratlanujjú patások (Perissodactyla) rendjéhez, ezen belül a lófélék (Equidae) családjához tartozó kihalt nem.

## Tudnivalók
A Haplohippus a lófélék egyik korai képviselője, amely az eocén korban, 42-38 millió évvel ezelőtt élt. Az állat maradványait a John Day Fossil Beds National Monument-hez tartozó Clarno Formationban fedezték fel; ez Oregon keleti részén található. A Haplohippus nagyon hasonlít az Orohippusra és az Epihippusra, bár egyesek szerint az utóbbinál ősibb vonásai vannak.